# Dorfkirche Französisch Buchholz

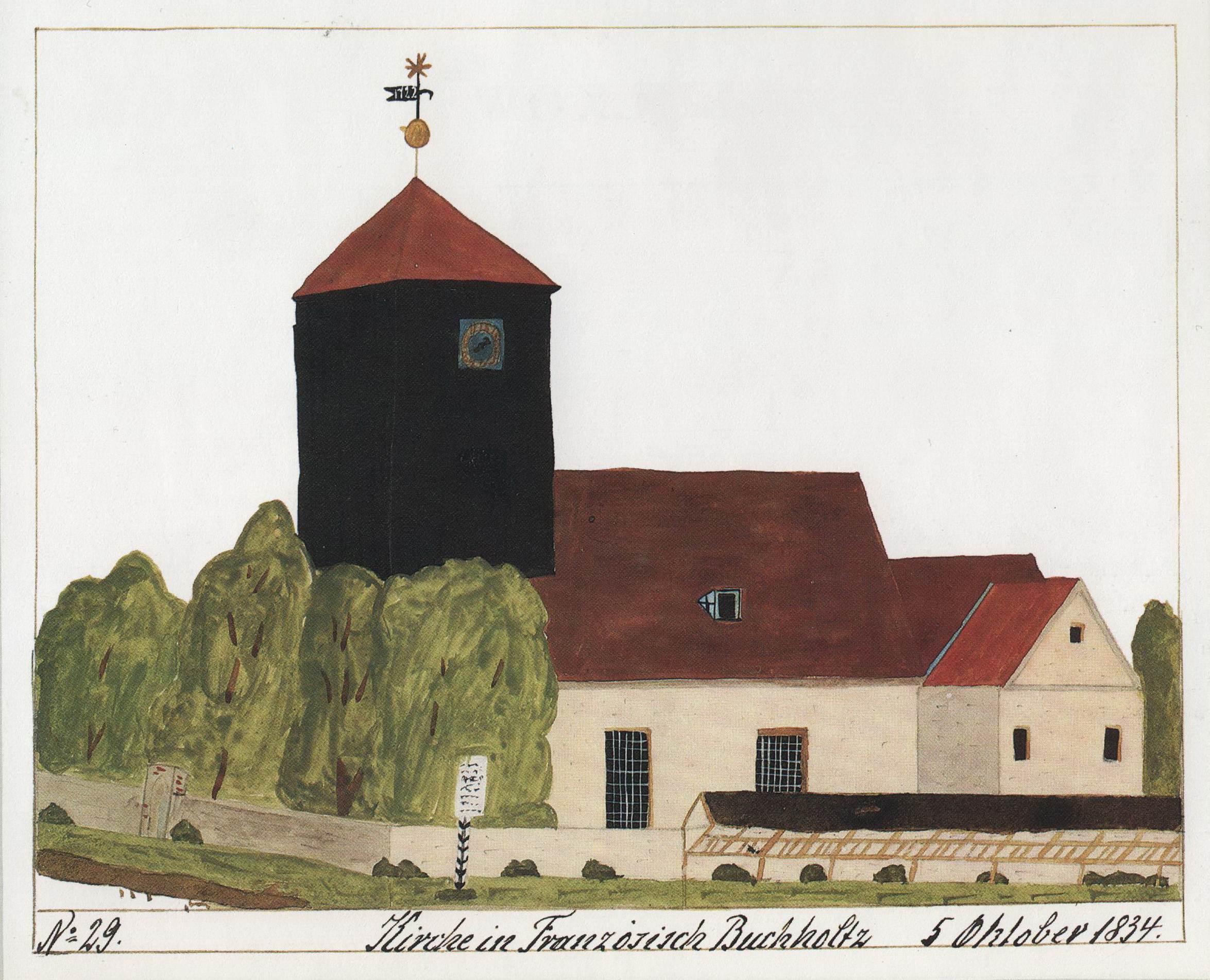
Dorfkirche Buchholz im Jahr 1834, vor dem grundlegenden Umbau von 1852

Die evangelische Dorfkirche Französisch Buchholz im heutigen Berliner Ortsteil Französisch Buchholz ist eine der über 50 unter Denkmalschutz stehenden Dorfkirchen in Berlin. Sie entstand im 13. Jahrhundert als Saalkirche mit Chorquadrat und Apsis aus Feldsteinquadern. 1852 wurde die Kirche umgestaltet und erweitert. Im Zweiten Weltkrieg wurden die Orgel, ein Teil der Inneneinrichtung, der Dachstuhl und der Turm zerstört.

## Geschichte

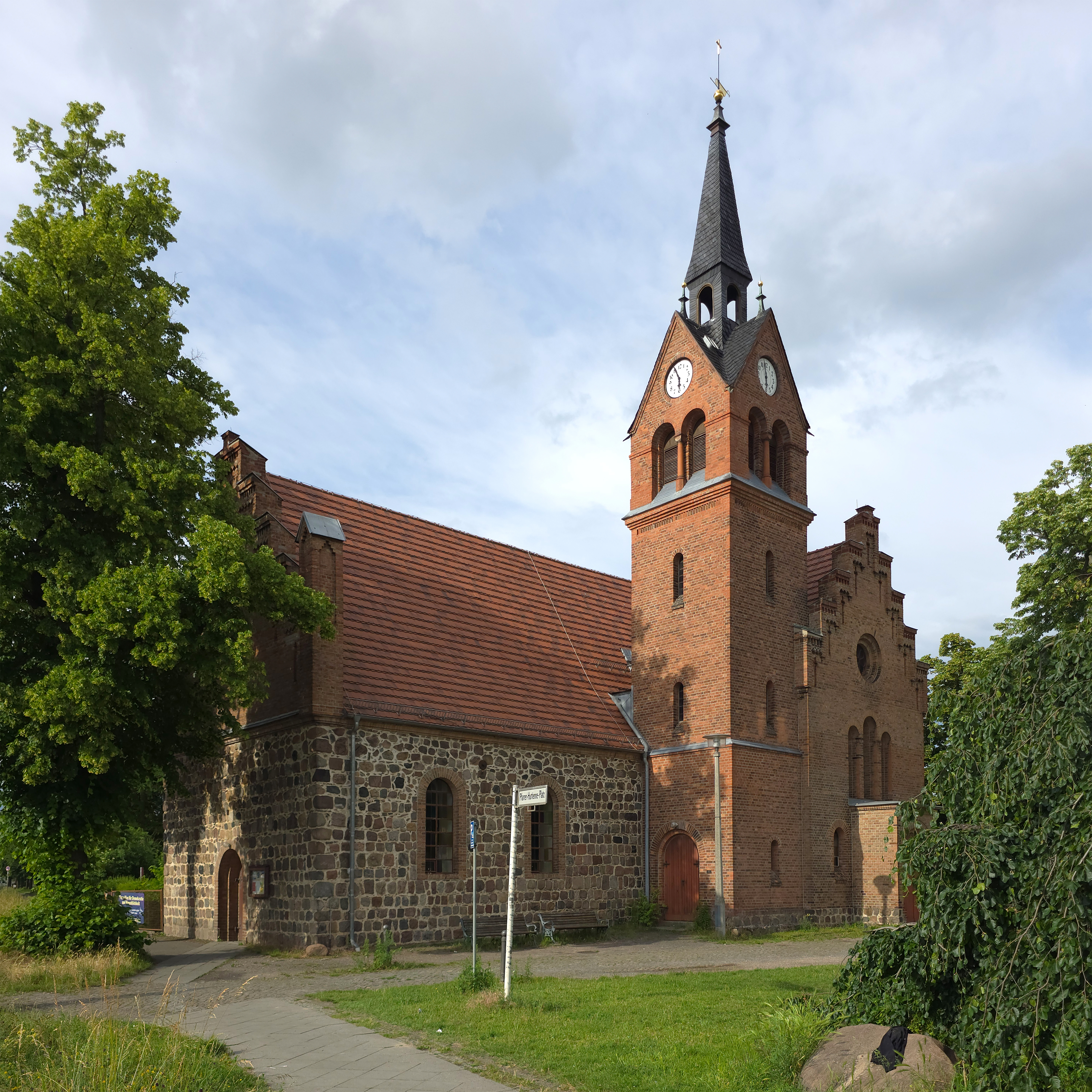
Dorfkirche Französisch Buchholz. (Die Apsis am Backsteinbau an der Ostseite ist nicht erkennbar.)

Im Jahr 1242 wurde das um 1230 entstandene Angerdorf erstmals urkundlich erwähnt. Das sorgfältige Feldsteinquadermauerwerk und die Reste von Rundbögen weisen die Kirche als spätromanischen Bau aus, worauf auch die ursprünglich vorhanden gewesene Apsis hindeutet. Es ist also eine Bauzeit zwischen 1250 und 1260 anzunehmen. Das Dorf hatte vier Pfarrhufen und eine Kirchhufe.
Am 1. November 1539 nahm der Kurfürst Joachim II. in Begleitung einiger Adliger erstmals an einer Feier des lutherischen Abendmahls in der Spandauer St.-Nikolai-Kirche teil. Dieses Datum gilt als Beginn der Reformation im Kurfürstentum Brandenburg. Im Jahre 1670 fiel das Dorf in den Besitz von Kurfürst Friedrich Wilhelm. Im Jahre 1685 wurde durch den Staatsminister Joachim Ernst von Grumbkow gemäß dem Edikt von Potsdam eine Kolonie von Glaubensflüchtlingen angesiedelt. Ab 1689 wurde die Kirche von der evangelisch-lutherischen Kirchengemeinde und der französisch-reformierten Gemeinde als Simultankirche genutzt. Erst 1910 vereinigten sich beide Gemeinden unter dem Pfarrer Hurtienne.

## Architektur
Als Baumaterial der ersten Kirche, die als dreiteilige Apsiskirche aus einem Langhaus mit eingezogenen Chor und Apsis bestand, dienten die in der Feldmark reichlich vorhandenen Feldsteine, die passgerecht zu möglichst exakten Quadern behauen wurden. Das Portal und die kleinen Fenster waren mit Rundbögen überdeckt. Ende des 16. Jahrhunderts wurde unter die Balkendecke ein von Wandpfeilern getragenes flaches Kreuzgewölbe eingezogen. Noch heute sind am Dachstuhl die Merkmale der ehemaligen Balkendecke aus dem 13. Jahrhundert zu erkennen (Dendrodatum von um 1305). Außerdem erhielt die Kirche einen hölzernen Dachturm, der auf dem Westgiebel aufsaß. Seine Wetterfahne trägt die Jahreszahl 1772. Die Kirche wurde barock verputzt.
Im Jahr 1705 wurden zwei größere gewölbte Fenster eingefügt, um die Lichtverhältnisse zu verbessern. Da schon im Jahre 1830 für die Gemeindeglieder 375 Plätze benötigt wurden, aber nur 225 vorhanden waren, wurde 1852 die Kirche durch den Bau eines Querschiffes mit neuer Apsis erweitert. Dabei wurde ein Drittel der alten Kirche abgetragen, nämlich der eingezogene Chor und die ursprüngliche Apsis aus Feldsteinquadern. An ihrer Stelle wurden ein Querschiff und eine Apsis aus Backstein errichtet. Staffelgiebel an beiden Seiten des Querschiffes und der westlichen Eingangsfront geben dem Bau ein einheitliches äußeres Erscheinungsbild.
Im Jahr 1881 wurde die Glockenbenutzung untersagt, da sich durch Schwamm der Dachturm auf der Südwest-Seite senkte. Die Glocken wurden ausgebaut und ein Glockenstuhl auf dem Kirchhof errichtet. Nach erfolgloser Reparatur des Turmes im Jahr 1883 erfolgte 1886 der Bau eines quadratischen Turmes in neogotischem Stil mit Wetterfahne im südlichen Winkel zwischen Langhaus und Querhaus. Zum Ende des Zweiten Weltkriegs wurden zwei Glocken als Metallspende des deutschen Volkes abgeliefert, und infolge der Bauwerksalterung entstanden im 19. und 20. Jahrhundert stärkere Schäden am Gebäude.
Von 1949 bis 1951 wurde die Kirche provisorisch repariert. Dabei wurde der im Mittelgang gelegene Pfeiler entfernt, der die Ostwand des an der Westseite gelegenen Dachturms trug; die Westwand des Dachturms saß auf dem Westgiebel auf. Durch den Abriss des Dachturms im Jahre 1886 war dieser Stützpfeiler entbehrlich geworden.
Seit 1970 befinden sich drei Glocken aus der Glockengießerei in Apolda im Glockenstuhl.

## Inneres
Mit dem Umbau von 1852 verschwand die barocke Innenausstattung aus Altar, Kanzel und Taufengel. Die französische Gemeinde drang auf eine Renovierung des Gotteshauses. Die Kirche erhielt eine neue barocke Ausmalung. 1961, lange nach dem Zweiten Weltkrieg wurden Altar, Kanzel und Taufstein in Travertin ausgeführt, der Chor neu gestaltet und die Fenster neu verglast. Die Empore wurde abgerissen. 1986 wurde die Kirche das letzte Mal renoviert.
Im Jahr 1706 hatte die Kirchengemeinde eine erste einfache Orgel angeschafft. 1850/52 wurde beim Umbau der Kirche die Orgel repariert. 1880 erhielt die Gemeinde eine neue Orgel, die nach 90 Jahren, 1971, durch einen Neubau der Firma Alexander Schuke Potsdam Orgelbau ersetzt wurde. 2008 erfolgte eine Generalüberholung des Instruments.
Das Altarkreuz stammt vom Künstler Georg Tyllack.